# Spodoptera
Spodoptera — рід метеликів родини совок. Налічує понад 30 видів, поширених всесвітньо. Серед видів роду є шкідники культурних рослин.

## Опис
Тло передніх крил метеликів від сірого до брунатного (окрім S. picta, в якого воно кремове з рожевими лускатими плямами), задні крила білі. Довжина переднього крила від 0,8 до 2,2 см.
На голові добре розвинені фасеткові очі та прості вічка. Антени ниткоподібні, у самців двобічно перисті. Ноги без шипів на гомілках.
8-й сегмент черевця самиці вкритий густими лусочками.

## Спосіб життя
Особливістю личинок багатьох видів є збирання дорослих гусениць у великі зграї та пересування їх по поверхні ґрунту в пошуках нових харчових рослин. Гусениці старших поколінь зазвичай більш багатоїдні ніж молодших.

## Різноманіття та ареал
- Spodoptera albula
- Spodoptera androgea (Stoll in Cramer, 1782)
- Spodoptera apertura (Walker, 1865)
- Spodoptera cilium Guenée, 1852
- Spodoptera compta (Walker, 1869)
- Spodoptera cosmiodes (Walker, 1858)
- Spodoptera depravata (Butler, 1879)
- Spodoptera descoinsi Lalanne-Cassou & Silvain, 1994
- Spodoptera dolichos (Fabricius, 1794)
- Spodoptera eridania (Stoll in Cramer, 1782)
- Spodoptera evanida Schaus, 1914
- Spodoptera excelsa Rougeot & Laporte, 1983
- Spodoptera exempta (Walker, 1857)
- Spodoptera exigua (Hiibner, 1808)
- Spodoptera frugiperda (J.E. Smith, 1797)
- Spodoptera hipparis (Druce, 1889)
- Spodoptera latifascia (Walker, 1856)
- Spodoptera littoralis (Boisduval, 1833)
- Spodoptera litura (Fabricius, 1775)
- Spodoptera malagasy Viette, 1967
- Spodoptera mauritia (Boisduval, 1833)
- Spodoptera ochrea (Hampson, 1909)
- Spodoptera ornithogalli (Guenée, 1852)
- Spodoptera pecten Guenée, 1852
- Spodoptera pectinicornis (Hampson, 1895)
- Spodoptera peruviana (Walker, 1865)
- Spodoptera picta (Guérin-Méneville, [1838])
- Spodoptera praefica (Grote, 1875) Каліфорнія
- Spodoptera pulchella (Herrich-Schäffer, 1868) Ямайка
- Spodoptera roseae (Schaus, 1923) Галапагоські острови
- Spodoptera triturata (Walker, 1857) С'єрра-Леоне
- Spodoptera umbraculata (Walker, 1858) Австралія